# Ребекка Джейсонтек
Ребекка Джейсонтек (англ. Rebecca Jasontek, 26 лютого 1975) — американська синхронна плавчиня.
Призерка Олімпійських Ігор 2004 року.
Призерка Чемпіонату світу з водних видів спорту 1998, 2003 років.